# District de Ramgarh
Le district de Ramgarh est un district de l'état du Jharkhand, en Inde,

## Géographie
Au recensement de 2011, sa population compte 949 159 habitants.
Son chef-lieu est la ville de Ramgarh Cantonment. 